# Raul Bopp
Raul Bopp (4. srpna 1898 Santa Maria, Rio Grande do Sul, Brazílie – 2. června 1984, Rio de Janeiro) byl brazilský básník a diplomat. Jako diplomat působil v Japonsku a přátelil se s modernistickým spisovatelem Oswaldem de Andradem. Jeho asi nejznámější dílo, lyricko-epická báseň Had Norato (Cobra Norato: Nheengatu da margem esquerda do Amazonas, 1931), je psáno v duchu brazilského avantgardního „lidožroutského hnutí“ (movimento antropófago).

## Česky vyšlo
- BOPP, Raul. Had Norato: Jazyk nheengatu z levého břehu Amazonky. Praha: Triáda, 2022. 188 s. ISBN 978-80-7474-415-0.